# Последний шанс Харви
«Последний шанс Харви» (англ. Last Chance Harvey) — американский фильм 2008 года с Дастином Хоффманом и Эммой Томпсон в главных ролях.

## Сюжет
Харви Шайн — человек преклонного возраста, композитор, пишущий музыку для телевизионной рекламы. Дела его идут не самым лучшим образом — руководство хочет дать дорогу молодым. Но Харви не сдаётся, он готов дать бой, надо только слетать в Лондон на свадьбу дочери Сьюзан. Свадьба дочери — событие радостное, хотя Харви давно развёлся с женой Джейн и не воспитывал дочь, но что-то пошло не так. Харви оказывается один в гостинице, отдельно от других гостей. Он отправляется на предсвадебную вечеринку. Но дочь занята своими друзьями, роль отца выполняет отчим Брайан, место Харви на дальнем конце стола. Он чужой, он «белая ворона». Он готов смириться и с этим, но, когда Сьюзан сообщает, что к венцу её поведёт отчим, Харви решает, что ему нет места в жизни дочери. Он незаметно удаляется, собирает чемодан и уезжает в аэропорт, чтобы, вернувшись в Америку, продолжить работу. Но тут его ждёт разочарование: Харви опоздал на рейс и после разговора с боссом был уволен.
Разочарованный и опустошённый Харви замечает знакомое лицо, сотрудника аэропорта Кейт Уокер. В день прилёта он грубовато обошёлся с женщиной и сейчас решает попросить прощения. Случайное знакомство с Кейт возвращает Харви к жизни и даёт новый шанс в жизни. Харви восстанавливает связь с дочерью, решает остаться в Лондоне и построить отношения с Кейт.

## В ролях
- Дастин Хоффман — Харви Шайн
- Эмма Томпсон — Кейт Уокер
- Айлин Эткинс — Мэгги Уокер
- Кэти Бейкер — Джейн
- Лайен Балабан — Сюзан Шайн
- Джеймс Бролин — Брайн
- Ричард Шифф — Марвин
- Дэниел Лапэйн — Скотт Райт
- Брона Галлахер[англ.] — Уна
- Анджела Гриффин — Мелисса

## Номинации
- 2009 — Золотой Глобус

- Лучшая мужская роль — комедия или мюзикл — Дастин Хоффман
- Лучшая женская роль — комедия или мюзикл — Эмма Томпсон

## Сборы
В прокате с 25 декабря 2008 по 23 апреля 2009, наибольшее число показов в 1054 кинотеатрах единовременно. За время проката собрал в мире 32 291 153 $, из них 14 889 042 $ в США и 17 402 111 $ в остальном мире. В Дании фильм шёл с 30 июля по 16 августа 2009 года и собрал 166 460 $, в Перу — с 6 августа по 20 декабря 2009 (собрал 126 409 $), в странах СНГ — с 26 ноября по 13 декабря 2009 (собрал 12 966 $), в Венесуэле — с 21 мая по 20 июня 2009 (собрал 66 304 $.